# Éder dos Santos
 (août 2009).
Si vous disposez d'ouvrages ou d'articles de référence ou si vous connaissez des sites web de qualité traitant du thème abordé ici, merci de compléter l'article en donnant les références utiles à sa vérifiabilité et en les liant à la section « Notes et références ».
Pour les articles homonymes, voir dos Santos.
Éder dos Santos Ramírez, dit Éder dos Santos est un footballeur mexicain d'origine brésilienne né le 1er février 1984 à Monterrey. Il joue au Club América.
Il est issu d'une famille de footballeurs : son frère Giovani Alex dos Santos Ramírez, dit Giovani dos Santos ou Giovani joue au Club América, et son autre frère, Jonathan dos Santos Ramírez, dit Jonathan dos Santos joue pour le Galaxy de Los Angeles. Quant à son père Gerardo dos Santos, dit Zizinho, il est un footballeur retraité.

## Carrière
- Socia Aguila : 2003 - 2008
- Club América : 2008 - ???